# Heinrich Timmerevers
Heinrich Timmerevers (Nikolausdorf / Garrel, 25 de agosto de 1952) é um sacerdote católico romano e bispo de Dresden-Meissen.

## Origem e Educação
Heinrich Timmerevers nasceu como o segundo dos seis filhos da família de um fazendeiro. Em 1972, formou-se no Clemens-August-Gymnasium em Cloppenburg . Ele então começou a estudar teologia e filosofia na Westfälische Wilhelms-Universität em Münster e entrou no collegium colegial Borromaeum . Ele continuou seus estudos em 1974 na Universidade Albert-Ludwigs em Freiburg im Breisgau . Em 1975, ele voltou para Münster, onde terminou seus estudos em 1977. Entrou em contato com o Movimento dos Focolares no seminário de Münster . De 1977 a 1978 frequentou um curso sobre a espiritualidade do Movimento dos Focolares em Roma.

## Trabalho Sacerdotal
Em 25 de maio de 1980, Timmerevers recebeu na catedral de Münster a ordenação do então bispo de Münster Reinhard Lettmann . De 1980 a 1984 foi vigário em St. Vitus Visbek . Em 1984, tornou-se subdiretor do Collegium Borromaeum em Münster e Domvikar na Catedral de São Paulo. Em 1990, ele retornou como pastor a Visbek, onde também atuou desde 1993 como Landesfrauenseelsorger e Landespresident do kfd no distrito oficial de Oldenburg. A partir de 2000, ele também foi administrador paroquial da comunidade de Santo Antônio em Visbek.

## Trabalho episcopal

### Bispo auxiliar na diocese de Münster e funcionário episcopal em Vechta

Brasão de armas como Bispo auxiliar na diocese de Münster

Em 6 de julho de 2001 nomeou-o Papa João Paulo II. Para bispo-auxiliar em Munster com o titular Tulana . Ao mesmo tempo, ele foi nomeado funcionário do bispo em Vechta pelo bispo Reinhard Lettmann . Em 2 de setembro do mesmo ano, Timmerevers recebeu a ordenação episcopal por Reinhard Lettmann na catedral de Münster. Os co-conselheiros foram o bispo auxiliar de Münster Werner Thissen e o bispo auxiliar emérito e o antecessor de Timmerevers no escritório do funcionário de Oldenburg,Max Georg Freiherr von Twickel . Como lema Timmerevers escolheu "Procure onde está o Cristo". Em 2002, ele foi aceito como um capítulo de catedral não-residente no capítulo da catedral de Münster.

### Diocese de Dresden-Meissen
O Papa Francisco nomeou-o bispo de Dresden-Meissen em 29 de abril de 2016 . A inauguração ocorreu em 27 de agosto daquele ano.

### Atuando na Conferência Episcopal Alemã
Na Conferência Episcopal Alemã, Timmerevers foi de 2001 a 2009 um membro da comissão de jovens . Atualmente é membro da Comissão Pastoral e da Comissão de Profissões Espirituais e Serviços da Igreja .. Em 2008 ele tornou-se presidente do grupo de trabalho "Institutos de Vida Consagrada". A Conferência Episcopal o nomeou em 2012, a pedido do Presidencial Malteser, para servir como pastor federal do Malteser Hilfsdienst . Timmerevers foi Capelão da Ordem de Malta desde 2011 .